# Snuggan, Uppland
Snuggan är en sjö i Sollentuna kommun i Uppland och ingår i Åkerström-Norrströms kustområde. Sjön är 3 meter djup, har en yta på 0,03 kvadratkilometer och befinner sig 35 meter över havet.